# Hofdichter
Hofdichter (Hofpoet) ist der Titel eines historischen höfischen Amtes. Dessen Bandbreite reichte neben dem Verfassen von Gedichten zur Unterhaltung eines Herrschers vom Kriegsherold über den Zeremonienmeister bis hin zum Hofnarren.
Die Wurzeln dieses Amtes liegen bei den skandinavischen Skalden und germanischen Barden. Im angelsächsischen Bereich wurden sie Menestriers (ministrelli) genannt, zu deren Aufgaben es u. a. gehörte, die Schlacht zu eröffnen, oder das Heer durch das Singen von Kriegsliedern wie dem Rolandslied in vorderster Reihe anzuspornen. 
Den französischen Trouvieres und Minstrels oblag es, den Fürsten während der Mahlzeiten Gedichte und Gesänge vorzutragen. Ein bekannter Hofdichter Frankreichs war Jean de La Fontaine (1621–1695).
In Österreich wurde der Hofpoet Nithard Fuchs am Hof Friedrichs von Österreich mit dem Hofnarren identifiziert.
In Deutschland sind als Hofpoeten besonders Johann von Besser (1654–1729) am Preußischen und Sächsischen Hof bekannt, dem Johann Ulrich von König (1688–1744) folgte. Die Nachwelt apostrophierte diese Poeten jedoch als „erbärmliche Reimer“.
In der frühen Neuzeit erlosch das Amt des Hofdichters, während das des Hofnarren eine Zeit lang erhalten blieb. Es wurde abgelöst vom Titel des poeta laureatus, der sich im Angelsächsischen als Poet laureate fest etabliert hat.